# ميامي دولفينز
ميامي دولفينز (بالإنجليزية: Miami Dolphins)‏ هو نادي كرة القدم الأمريكية أمريكي تأسس في 1966 ، يقع مقره الرئيسي في ميامي، ويديريه Wayne Huizenga ‏، وستيفن إم. روس، وWayne Huizenga ‏، وستيفن إم. روس، وWayne Huizenga ‏، وWayne Huizenga ‏، ويلعب في الدوري الوطني لكرة القدم الأمريكية، ودوري كرة القدم الأمريكية ‏.

## وصلات خارجية
- الموقع الرسمي